# 企業価値評価システムHOLT
企業価値評価システムHOLT（ホルト）はクレディ・スイスグループが提供するコーポレート・ファイナンスの理論に基づき構築された企業価値評価プラットフォームの名称。

## 概要
企業のキャッシュ・フロー創出能力を重視し、企業・業種・制度・時代などにより異なる会計データをCFROIに変換することで世界の企業に対して一貫性を持った分析・評価・比較を可能とする。CFROIはCash Flow Return on Investmentの英語の各単語の頭文字をとって名付けられており「投資に対する現金収益率」という企業価値評価システムHOLTにより計算される財務指標である。
クレディ・スイスグループでは、1980年代初期から蓄積された企業価値評価システムHOLTのデータベースに収録された企業数は64カ国・20,000社程度、利用者の数は全世界で500社、2,000名以上と公表している。ニューヨーク、シカゴ、ロンドン、東京、香港、シンガポール等のクレディ・スイスの各拠点で、データベースの管理及びモデルの開発を行っている。ボトムアップの個別企業分析の他、蓄積されたデータベースを活用したトップダウンのセクター分析・スクリーニングなどにも利用される。

## 開発の歴史
- 1970年代

Bart Madden（バート・マデン）, Bob Hendricks（ボブ・ヘンドリックス）らによりCFROIコンセプトが開発される

- 1985年

Bob Hendricks（ボブ・ヘンドリックス）、Eric Olsen、Marvin Lipson、Rawley Thomasらにより、HOLT Planning Associates が設立

- 1991年

ボストン・コンサルティング・グループ(BCG)が、HOLT Planning Associates のコーポレート・プランニング部門を買収。Olsen、Lipson、Thomasは、ボストン・コンサルティング・グループ(BCG)に加わり、その後はBob Hendricks（ボブ・ヘンドリックス）らによりHOLT Value Associatesが設立

- 1999年

Bart Madden（バート・マデン）により、CFROI Valuationが出版

- 2002年

クレディ・スイスグループが、HOLT Value Associatesを買収

- 現在

クレディ・スイスグループの一部門として完全に統合。HOLTは、日本国内ではクレディ・スイスグループのシーエスエフビー　ホルト　エルエルシーの登録商標（商標登録第5040226号）となっている。